# 協栄スポーツクラブ十日市場
協栄スポーツクラブ十日市場（きょうえいスポーツクラブとおかいちば）は、神奈川県横浜市緑区（JR横浜線十日市場駅南口から徒歩3分）に所在する総合型スポーツクラブ（ダンススタジオ・プール・ボクシングジム併設）である。法人としての名称は株式会社協栄スポーツ企画。

## 概要
グループとしては1980年8月、町田市で開業し、相模原・座間市・北京市でも経営。
2010年6月1日に現在地にオープン。
スイミングスクール、エイベックスと連携したダンススクール、四谷大塚と連携した学習塾、学童保育クラブ、アルクと連携した英会話スクールもあり、連日スクールバス運行され自動体外式除細動器（AED）設置で小学生の親権者が安心して通わせられる。
2020年3月31日を以て入居するビルが改修工事に入るため閉館。